# 十月の人魚
『十月の人魚』（じゅうがつのにんぎょ）は、1985年9月18日にリリースされた、岡田有希子の3枚目のスタジオ・アルバム。

## 概要
松任谷正隆がサウンドプロデュースおよび、前作『FAIRY』に続けて全曲の編曲を担当した。

楽曲提供は松任谷正隆のほか、岡田のシングル曲を多数提供している竹内まりやをはじめ、次作『ヴィーナス誕生』のプロデュースを手掛けたムーンライダーズのかしぶち哲郎、財津和夫や杉真理、当時TM NETWORKで活動して小室哲哉など、1980年代の人気アーティストが名を連ねている。なお小室哲哉にとっては、当アルバムでの岡田への提供曲が、他者への初の楽曲提供となった。
「人魚」のタイトルどおり「水」をテーマとしたコンセプト・アルバムで、ジャケット写真も岡田が水の中に入り、身にまとった純白のレースのドレスが背景の青に浮かび上がる静謐なデザインとなっている。そして岡田はそれまでの、当時の女性アイドルの定番であった「聖子ちゃんカット」をやめ、髪を切ってショートカットになり、前作までの古典的アイドル路線から転換して「大人への脱皮」を図った作品となっている。

## 再発売
2015年9月16日にはポニーキャニオンから、UHQCD（Ultra High Quality CD、高音質CD）リマスター盤で再発売され、ボーナストラックとして「恋人たちのカレンダー」（シングル『哀しい予感』B面曲）が追加された。
これは岡田のアルバム再発売企画として、生前にリリースしたスタジオ・アルバム『シンデレラ』『FAIRY』『ヴィーナス誕生』、新編集のアルバム未収録集『プレゼント』とともに、5枚同時に再発売されたものである。過去にも岡田のベスト・アルバムやCD-BOXは発売されてきたが、オリジナル・アルバム単位では初の再発売となり、それぞれボーナストラックとして、シングルB面曲が追加収録された。シングルレコードサイズの紙ジャケット仕様で、LPレコードのジャケットデザインや帯、歌詞カードなども忠実に再現された。また同時に、ハイレゾ音源も配信開始されている。

## 規格品番
規格品番は以下のとおり。
1985年盤
- CD：D32A0113、LP：C28A0435、CT：28P6467

2015年版
- UHQCD：PCCA-50214

## 収録曲
全編曲：松任谷正隆
1. Sweet Planet
  - 作詞：三浦徳子　作曲：小室哲哉

当楽曲と「水色プリンセス -水の精-」は、小室の他者への初の提供曲。
2. みずうみ
  - 作詞：三浦徳子　作曲：財津和夫
3. 花鳥図
  - 作詞：高橋修　作曲：財津和夫
4. 哀しい予感
  - 作詞・作曲：竹内まりや
5. ロンサム・シーズン
  - 作詞・作曲：竹内まりや
6. 流星の高原
  - 作詞：高橋修　作曲：松任谷正隆
7. Bien
  - 作詞・作曲：かしぶち哲郎
8. ペナルティ
  - 作詞：竹内まりや　作曲：杉真理
9. 十月の人魚
  - 作詞：高橋修　作曲：松任谷正隆
10. 水色プリンセス -水の精-
  - 作詞：三浦徳子　作曲：小室哲哉

### ボーナス・トラック (2015)
1. 恋人たちのカレンダー
  - 作詞・作曲：竹内まりや

シングル『哀しい予感』B面曲。